# 兴谷街道
兴谷街道是中国北京市平谷区下辖的一个街道。

## 行政区划
兴谷街道下辖9个社区居委会、3个村委会：
乐园西、新星、乐园东、园丁、光明、金乡东、金乡西、兴谷园、太和园；杜辛庄、中罗庄、上纸寨。